# STAR Transit
STAR Transit är ett översättningsverktyg från STAR Group. Programmet använder sig av översättningsminnesteknik som stöd för professionella tekniska översättare. Programmet används dels internt hos STAR-gruppen men säljs även kommersiellt.
Till skillnad från konkurrerande verktyg som Logoport och TRADOS Workbench är Transit fristående från andra program och har sin egen editor. Översättningsminnet är heller inte en färdig databasfil som konkurrenterna, utan skapas i Transits fall genom att användaren aktivt väljer vilka gamla översättningar som ska användas som referens. Detta gör det möjligt att välja bort översättningsprojekt där kvaliteten inte är tillfredsställande. Ordlistan TermStar medföljer verktyget och är tillgängligt under översättningsarbetet.
Verktyget är kompatibelt med resten av STAR-gruppens produkter såsom TermStar, WebTerm, James, GRIPS och Spider.
Den aktuella versionen av Transit är TransitNXT, som bland annat innehåller PDF-synkning.